# Nemzeti Bajnokság I 1959-1960
L'edizione 1959-60 del Nemzeti Bajnokság I vide la vittoria finale dell'Újpesti Dózsa, che conquista il suo nono titolo.
Capocannoniere del torneo fu Flórián Albert del Ferencvárosi TC con 27 reti.

## Classifica finale
|    | Classifica         | G  | V  | N  | P  | GF | GS | Dif | Pt |
| -- | ------------------ | -- | -- | -- | -- | -- | -- | --- | -- |
| 1  | Újpesti Dózsa      | 26 | 17 | 6  | 3  | 52 | 26 | +26 | 40 |
| 2  | Ferencvaros        | 26 | 14 | 7  | 5  | 56 | 31 | +25 | 35 |
| 3  | Vasas SC           | 26 | 12 | 7  | 6  | 44 | 29 | +15 | 32 |
| 4  | MTK                | 26 | 10 | 9  | 7  | 47 | 35 | +12 | 29 |
| 5  | Diósgyőri VTK      | 26 | 10 | 7  | 9  | 35 | 30 | +5  | 27 |
| 6  | Tatabányai Bányász | 26 | 10 | 7  | 9  | 33 | 32 | +1  | 27 |
| 7  | Bp. Honvéd         | 26 | 9  | 7  | 10 | 48 | 44 | +4  | 25 |
| 8  | Szegedi EAC (N)    | 26 | 9  | 8  | 10 | 33 | 37 | -4  | 25 |
| 9  | Salgótarjáni BTC   | 26 | 7  | 9  | 10 | 31 | 34 | -3  | 23 |
| 10 | Dorogi Bányász     | 26 | 6  | 11 | 9  | 32 | 43 | -11 | 23 |
| 11 | Pécsi Dózsa (N)    | 26 | 8  | 7  | 11 | 35 | 52 | -17 | 23 |
| 12 | Csepel (C)         | 26 | 8  | 4  | 14 | 23 | 40 | -17 | 20 |
| 13 | Haladás            | 26 | 6  | 7  | 13 | 32 | 47 | -15 | 19 |
| 14 | BVSC               | 26 | 3  | 10 | 13 | 27 | 48 | -21 | 16 |

- (C) Campione nella stagione precedente
- (N) squadra neopromossa

### Verdetti
- Újpesti Dózsa campione d'Ungheria 1959-60 e qualificato alla Coppa dei Campioni 1960-1961
- Ferencvaros qualificato alla Coppa delle Coppe 1960-1961, secondo trofeo continentale, come seconda miglior squadra nazionale, in assenza di una coppa locale
- Újpesti Dózsa ,Ferencváros ,Vasas SC , MTK ,Diosgyöri VTK e Tatabányai Bányász rappresentano la federazione ungherese MLSZ alla Coppa Mitropa 1960.
- Haladás e BVSC retrocesse in Nemzeti Bajnokság II